# TT Assen 1979
De TT van Assen 1979 was de zevende race van het wereldkampioenschap wegrace-seizoen 1979. De races werden verreden op 23 juni 1979 op het Circuit van Drenthe nabij Assen, Nederland. Ze trokken een recordaantal van 136.000 bezoekers.

## 500 cc
Het Yamaha-fabrieksteam had weinig reden tot zorg toen Johnny Cecotto en Kenny Roberts in de training alle baanrecords meerdere malen braken. In de race zou het anders gaan: Roberts ontdekte al in de opwarmronde dat zijn achterschokdemper stuk was en kon geen rol van betekenis spelen. Hij werd achtste dankzij Christian Sarron, die vanuit de pits opdracht kreeg achter Roberts te blijven. Jack Middelburg had kopstart, gevolgd door Barry Sheene, Wil Hartog en Virginio Ferrari. Hartog nam drie ronden lang de leiding, tot Ferrari hem passeerde. Uiteindelijk kwam ook Sheene hem voorbij. Barry Sheene liep ongeveer vijf seconden achterstand op Ferrari op, maar negeerde het pitbord "Slow down". Hij had geen boodschap aan stalorders en viel Ferrari aan waar hij kon. In de laatste bocht koos hij er wijselijk voor om achter Ferrari te blijven en de tweede plaats te pakken. Sheene was toch al ontevreden over Suzuki, dat de nieuwste frames aan Hartog en Ferrari had gegund, terwijl Sheene zich moest behelpen met een frame uit 1977. Johnny Cecotto stapte halverwege de race af omdat zijn geblesseerde knie opspeelde.

### Uitslag 500 cc
| Pos | Coureur           | Merk       | Tijd      | Punten   |
| --- | ----------------- | ---------- | --------- | -------- |
| 1   | Virginio Ferrari  | Suzuki     | 47' 07" 3 | 15       |
| 2   | Barry Sheene      | Suzuki     | +0" 1     | 12       |
| 3   | Wil Hartog        | Suzuki     | +21" 4    | 10       |
| 4   | Boet van Dulmen   | Suzuki     | +27" 2    | 8        |
| 5   | Philippe Coulon   | Suzuki     | +39" 0    | 6        |
| 6   | Franco Uncini     | Suzuki     |           | 5        |
| 7   | Jack Middelburg   | Suzuki     |           | 4        |
| 8   | Kenny Roberts     | Yamaha     |           | 3        |
| 9   | Christian Sarron  | Yamaha     |           | 2        |
| 10  | Steve Parrish     | Suzuki     |           | 1        |
| 11  | Gianni Rolando    | Suzuki     |           |          |
| 12  | Graziano Rossi    | Morbidelli |           |          |
| 13  | Randy Mamola      | Suzuki     |           |          |
| 14  | Ikujiro Takai     | Yamaha     | +1 ronde  |          |
| 15  | Dennis Ireland    | Suzuki     | +1 ronde  |          |
| 16  | Dick Alblas       | Suzuki     | +1 ronde  |          |
| 17  | Gerhard Vogt      | Suzuki     | +1 ronde  |          |
| DNF | Seppo Rossi       | Suzuki     | motor     |          |
| DNF | Johnny Cecotto    | Yamaha     |           |          |
| DNF | Henk de Vries     | Suzuki     | motor     |          |
| DNF | Bernard Fau       | Suzuki     | motor     |          |
| DNF | Marco Lucchinelli | Suzuki     | motor     |          |
| DNF | Jürgen Steiner    | Suzuki     | ongeval   |          |
| DNF | Max Wiener        | Suzuki     | ongeval   |          |
| DNF | Børge Nielsen     | Suzuki     | ongeval   |          |
| DNF | Michel Rougerie   | Suzuki     | motor     |          |
| DNF | Alex George       | Suzuki     | motor     |          |
| DNF | Piet van der Wal  | Yamaha     | motor     |          |
| DNF | Peter Sjöström    | Suzuki     | motor     |          |
| DNQ | Gustav Reiner     | Suzuki     |           |          |
| DNQ | Dave Potter       | Suzuki     | krukas    |          |
| DNS | Willem Zoet       | Suzuki     | blessure  | blessure |

## 350 cc
Net als in Italië waren er in de 350cc-race in Assen enorm veel uitvallers. Slechts dertien van de dertig gestarte coureurs haalden de eindstreep. Kork Ballington nam aanvankelijk de leiding, maar nog in de eerste ronde viel hij uit door een vastloper. Gregg Hansford kon nu, ogenschijnlijk op zijn gemak, een grote voorsprong opbouwen en finishte met twintig seconden voorsprong. Achter hem was een heel grote groep ontstaan, waaruit Toni Mang zich enigszins los wist te maken. Hij werd echter achterhaald door Patrick Fernandez, die hem in de negende ronde passeerde. De slecht gestarte Walter Villa wist Mang ook nog de derde plaats af te nemen. Sadao Asami zag met nog drie ronden te gaan een zesde plaats verloren gaan door een lekke band.

### Uitslag 350 cc
| Pos | Coureur            | Merk          | Tijd          | Punten     |
| --- | ------------------ | ------------- | ------------- | ---------- |
| 1   | Gregg Hansford     | Kawasaki      | 48' 41" 0     | 15         |
| 2   | Patrick Fernandez  | Yamaha        | +20" 2        | 12         |
| 3   | Walter Villa       | Yamaha        | +22" 6        | 10         |
| 4   | Toni Mang          | Kawasaki      | +25" 9        | 8          |
| 5   | Michel Frutschi    | Yamaha        | +26" 2        | 6          |
| 6   | Graeme McGregor    | Yamaha        | +50" 0        | 5          |
| 7   | Jeffrey Sayle      | Yamaha        |               | 4          |
| 8   | Pentti Korhonen    | Yamaha        |               | 3          |
| 9   | Olivier Chevallier | Yamaha        |               | 2          |
| 10  | Gianfranco Bonera  | Yamaha        |               | 1          |
| 11  | Didier de Radiguès | Yamaha        |               |            |
| 12  | Klaas Hernamdt     | Yamaha        |               |            |
| 13  | Etienne Geeraerdt  | Yamaha        | +1 ronde      |            |
| DNF | Víctor Palomo      | Yamaha        | val           |            |
| DNF | Barry Ditchburn    | Kawasaki      | val           |            |
| DNF | Sadao Asami        | Yamaha        | lekke band    | lekke band |
| DNF | Bert Struyk        | Yamaha        |               |            |
| DNF | Mar Schouten       | Yamaha        |               |            |
| DNF | Roland Freymond    | Yamaha        |               |            |
| DNF | Willem Zoet        | Yamaha        | val           |            |
| DNF | Pekka Nurmi        | Yamaha        |               |            |
| DNF | Kork Ballington    | Kawasaki      | vastloper     |            |
| DNF | Eric Saul          | Yamaha        |               |            |
| DNF | Vic Soussan        | Yamaha        |               |            |
| DNF | Patrick Pons       | Yamaha        |               |            |
| DNF | Richard Hubin      | Yamaha        |               |            |
| DNF | Alan North         | Yamaha        |               |            |
| DNF | Michel Rougerie    | Bimota-Yamaha | Bimota-Yamaha |            |
| DNF | Eero Hyvärinen     | Yamaha        |               |            |
| DNF | Chas Mortimer      | Yamaha        |               |            |
| DNQ | Kenny Blake        | Yamaha        |               |            |
| DNQ | Murray Sayle       | Yamaha        |               |            |
| DNQ | Carlos Lavado      | Yamaha        |               |            |
| DNQ | Piet van der Wal   | Yamaha        |               |            |
| DNQ | Walter Hoffmann    | Yamaha        |               |            |
| DNQ | Paolo Pileri       | RTM           |               |            |

## 250 cc
Graziano Rossi begon een fenomeen te worden. Na een aarzelend begin van het seizoen (18e in Duitsland en uitgevallen in Italië) was hij in Spanje derde geworden om vervolgens de Joegoslavische GP te winnen. Hoewel hij zich in Assen pas op de tweede startij kon plaatsen, haalde hij in de Veenslang favoriet Kork Ballington al in en hij bleef vanaf dat moment aan de leiding. Ballington en zijn Kawasaki-teamgenoot Gregg Hansford vochten een felle strijd uit om de tweede plaats, die door Hansford met slecht een 0,1 seconde verschil gewonnen werd.

### Uitslag 250 cc
| Pos | Coureur              | Merk       | Tijd      | Punten |
| --- | -------------------- | ---------- | --------- | ------ |
| 1   | Graziano Rossi       | Morbidelli | 46' 12" 2 | 15     |
| 2   | Gregg Hansford       | Kawasaki   | +7" 0     | 12     |
| 3   | Kork Ballington      | Kawasaki   | +7" 1     | 10     |
| 4   | Toni Mang            | Kawasaki   | +52" 1    | 8      |
| 5   | Jean-François Baldé  | Kawasaki   | +1' 06" 8 | 6      |
| 6   | Patrick Fernandez    | Yamaha     | +1' 12" 8 | 5      |
| 7   | Randy Mamola         | Yamaha     |           | 4      |
| 8   | Roland Freymond      | Yamaha     |           | 3      |
| 9   | Walter Villa         | Yamaha     |           | 2      |
| 10  | Vic Soussan          | Yamaha     |           | 1      |
| 11  | Edi Stöllinger       | Kawasaki   |           |        |
| 12  | Eric Saul            | Adriatica  |           |        |
| 13  | Hans Müller          | Yamaha     |           |        |
| 14  | Richard Hubin        | Yamaha     |           |        |
| 15  | Jeffrey Sayle        | Yamaha     |           |        |
| 16  | Víctor Palomo        | Yamaha     |           |        |
| 17  | Chas Mortimer        | Yamaha     |           |        |
| 18  | Klaas Hernamdt       | Yamaha     |           |        |
| 19  | Rini van Kasteren    | Yamaha     |           |        |
| 20  | Frank Steinhausen    | Yamaha     |           |        |
| 21  | Juup Bosman          | Yamaha     | val       |        |
| DNF | Paolo Pileri         | Yamaha     | val       |        |
| DNF | Alan North           | Yamaha     | val       |        |
| DNF | Sadao Asami          | Yamaha     |           |        |
| DNF | Bert Struyk          | Yamaha     | val       |        |
| DNF | Willem-Jan Nooteboom | Yamaha     |           |        |
| DNF | Olivier Chevallier   | Yamaha     |           |        |
| DNF | Pentti Korhonen      | Yamaha     |           |        |
| DNF | Pekka Nurmi          | Yamaha     |           |        |
| DNF | Reinhold Roth        | Yamaha     |           |        |
| DNS | Harald Bartol        | Yamaha     |           |        |
| DNS | Barry Ditchburn      | Kawasaki   | blessure  |        |
| DNQ | Olivier Liégeois     | Yamaha     |           |        |

## 125 cc
Al in de eerst ronde van de 125cc-race in Assen viel Theo van Geffen. Hij werd overreden door Per-Edvard Carlsson, terwijl Juup Bosman over de motorfietsen viel. Van Geffen brak een been, een enkel, een sleutelbeen en een duim, terwijl Carlsson bewusteloos in een sloot lag. Ex-coureur Jos Schurgers die in de buurt was, moest Carlsson's hoofd boven water houden. Intussen vochten Ricardo Tormo en Ángel Nieto om de leiding van de wedstrijd. Nieto nam in de derde ronde de leiding, maar waar hij in eerdere GP's zonder problemen naar de overwinning kon rijden, moest hij dit keer echt strijd leveren tegen Tormo met zijn Bultaco. Nieto verbrak het ronderecord twee keer en bouwde en voorsprong van 7 seconden op, maar toen zijn banden het lieten afweten wist Tormo tot 2½ seconde te naderen. Thierry Espié en Maurizio Massimiani vochten om de derde plaats tot in de voorlaatste ronde, toen Espié viel en een voet brak. Peter Looijesteijn verspeelde een tiende plaats door een val in de laatste ronde.

### Uitslag 125 cc
| Pos | Coureur                | Merk         | Tijd      | Punten |
| --- | ---------------------- | ------------ | --------- | ------ |
| 1   | Ángel Nieto            | Minarelli    | 45' 47" 8 | 15     |
| 2   | Ricardo Tormo          | Bultaco      | +2" 5     | 12     |
| 3   | Maurizio Massimiani    | MBA          | +19" 4    | 10     |
| 4   | Gert Bender            | GB Bender    | +24" 8    | 8      |
| 5   | Bruno Kneubühler       | MBA          | +33" 4    | 6      |
| 6   | Stefan Dörflinger      | Morbidelli   |           | 5      |
| 7   | Jean-Louis Guignabodet | Morbidelli   |           | 4      |
| 8   | Walter Koschine        | Delta Fantic |           | 3      |
| 9   | Henk van Kessel        | Condor       |           | 2      |
| 10  | Clive Horton           | Morbidelli   |           | 1      |
| 11  | Martin van Soest       | Morbidelli   |           |        |
| 12  | Jean-François Lecureux | Morbidelli   |           |        |
| 13  | Pier Paolo Bianchi     | Minarelli    |           |        |
| 14  | Peter van Niel         | Morbidelli   |           |        |
| DNF | Anton Straver          | Morbidelli   | motor     |        |
| DNF | Thierry Espié          | Motobécane   | val       |        |
| DNF | Kees van de Ven        | MBA          | motor     |        |
| DNF | Eugenio Lazzarini      | Morbidelli   |           |        |
| DNF | Theo Timmer            | Morbidelli   | motor     |        |
| DNF | Juup Bosman            | Morbidelli   |           |        |
| DNF | Hans Müller            | MBA          |           |        |
| DNF | Cees van Dongen        | Morbidelli   | banden    | banden |
| DNF | Peter Looijesteijn     | MBA          |           |        |
| DNF | Harald Bartol          | Morbidelli   |           |        |
| DNF | Theo van Geffen        | Morbidelli   | val       |        |
| DNF | August Auinger         | Morbidelli   |           |        |
| DNF | Rolf Blatter           | Morbidelli   |           |        |
| DNF | Matti Kinnunen         | MBA          |           |        |
| DNF | Patrick Plisson        | Morbidelli   |           |        |
| DNF | Per-Edvard Carlsson    | MBA          | val       |        |
| DNQ | Gianpaolo Marchetti    | MBA          |           |        |
| DNQ | Patrick Hérouard       | Morbidelli   |           |        |
| DNQ | Jan Huberts            | MBA          |           |        |
| DNQ | Barry Smith            | Morbidelli   |           |        |
| DNQ | Jean-Paul Magnoni      | Morbidelli   |           |        |

## 50 cc
Nadat Ricardo Tormo in Joegoslavië zijn eerste punten had gescoord vertrok hij in Assen samen met Eugenio Lazzarini als snelste. Tormo liep zelfs tot twaalf seconden weg van Lazzarini, die dat rustig liet gebeuren omdat Tormo toch geen bedreiging voor de titel vormde. Tormo verspeelde zijn kansen echter door een val waardoor Lazzarini met ruime voorsprong won. Henk van Kessel viel op de tweede plaats liggend uit door een defecte accu. Nu ging de tweede plaats naar Patrick Plisson met de ABF, terwijl Rolf Blatter derde werd. Peter Looijesteyn had getraind met een UFO, maar werd in de race vierde met een Kreidler. Later bleek dat de val van Tormo was veroorzaakt door een leesfout: Tormo kreeg via een pitbord een rondetijd van 3 minuut en 33 seconden voor, maar hij las 3.38. Daardoor dacht hij dat hij vijf seconden te langzaam reed en hij nam onnodig risico.

### Uitslag 50 cc
| Pos | Coureur             | Merk              | Tijd      | Punten |
| --- | ------------------- | ----------------- | --------- | ------ |
| 1   | Eugenio Lazzarini   | Van Veen-Kreidler | 32' 40" 5 | 15     |
| 2   | Patrick Plisson     | ABF               | +13" 3    | 12     |
| 3   | Rolf Blatter        | Kreidler          | +13" 5    | 10     |
| 4   | Peter Looijesteijn  | Bakker-Kreidler   | +32" 4    | 8      |
| 5   | Wolfgang Müller     | Kreidler          |           | 6      |
| 6   | Hagen Klein         | Hess Spezial      |           | 5      |
| 7   | Jacky Hutteau       | ABF               |           | 4      |
| 8   | Theo van Geffen     | Kreidler          |           | 3      |
| 9   | Theo Timmer         | Bultaco           |           | 2      |
| 10  | Gerrit Strikker     | Kreidler          |           | 1      |
| 11  | Rudi Oosting        | Kreidler          |           |        |
| 12  | Joaquín Galí        | Bultaco           |           |        |
| 13  | Ton Kooyman         | Hemeyla           |           |        |
| 14  | Chris Baert         | Kreidler          |           |        |
| 15  | Daniel Corvi        | Kreidler          |           |        |
| 16  | George Looijesteijn | Kreidler          |           |        |
| DNF | Ricardo Tormo       | Bultaco           | motor     |        |
| DNF | Stefan Dörflinger   | Kreidler          |           |        |
| DNF | Henk van Kessel     | Sparta            | accu      |        |
| DNF | Gerhard Waibel      | Van Veen-Kreidler |           |        |
| DNF | Ingo Emmerich       | Kreidler          |           |        |
| DNF | Floor Maasland      | Kreidler          |           |        |
| DNF | Jos Dieteren        | Kreidler          |           |        |
| DNF | Yves Le Toumelin    | Kreidler          |           |        |
| DNF | Aldo Pero           | Kreidler          |           |        |
| DNF | Cees van Dongen     | Van Veen-Kreidler | vastloper |        |
| DNF | Reiner Scheidhauer  | Kreidler          |           |        |
| DNF | Ramón Galí          | Kreidler          |           |        |
| DNF | Rudolf Kunz         | Kreidler          |           |        |
| DNF | Hans-Jürgen Hummel  | Kreidler          |           |        |
| DNQ | Stefan Danielsson   | Kreidler          |           |        |
| DNQ | Günter Schirnhofer  | Kreidler          |           |        |
| DNQ | Gerhard Singer      | Kreidler          |           |        |

## Zijspanklasse B2A
Na de eerste ronde in Assen gingen Werner Schwärzel/Andreas Huber aan de leiding, gevolgd door Rolf Steinhausen/Kenny Arthur, Göte Brodin/Billy Gällros en Max Venus/Norbert Bittermann. Rond dat moment waren vier man bezig de zijspancombinatie van Alain Michel uit een sloot te halen. Michel/Collins sloten als laatste aan maar kregen de zwarte vlag omdat men wilde controleren of de combinatie wel veilig was. Toen dat gebeurd was, wisten ze toch nog een punt te scoren. Steinhausen passeerde Schwärzel al in de tweede ronde en daarna werd het een saaie race met weinig positiewisselingen. Schwärzel verloor zijn eerste plaats doordat zijn motor niet meer op toeren kwam.

### Uitslag zijspanklasse B2A
| Pos | Coureur          | Bakkenist            | Merk           | Tijd      | Punten |
| --- | ---------------- | -------------------- | -------------- | --------- | ------ |
| 1   | Rolf Biland      | Kurt Waltisperg      | Schmid-Yamaha  | 45' 20" 0 | 15     |
| 2   | Rolf Steinhausen | Kenny Arthur         | KSA-Yamaha     | +31" 8    | 12     |
| 3   | Jock Taylor      | James Neil           | Windle-Yamaha  | +46" 9    | 10     |
| 4   | Dick Greasley    | John Parkins         | Yamaha         |           | 8      |
| 5   | Göte Brodin      | Billy Gällros        | Krauser-Yamaha |           | 6      |
| 6   | Egbert Streuer   | Johan van der Kaap   | Schmid-Yamaha  |           | 5      |
| 7   | Hermann Huber    | Bernhard Schappacher | Krauser-Yamaha |           | 4      |
| 8   | Max Venus        | Hartmut Schimanski   | Yamaha         |           | 3      |
| 9   | Otto Haller      | Rainer Gundel        | Krauser-Yamaha |           | 2      |
| 10  | Alain Michel     | Stuart Collins       | Seymaz-Yamaha  |           | 1      |
| DNF | Werner Schwärzel | Andreas Huber        | Yamaha         | motor     |        |

## Trivia
- Ricardo Tormo raakte na zijn val in Assen in gevecht met een baancommissaris. Tormo wilde na zijn val zijn kromme schakelpedaal recht buigen met de stok van een waarschuwingsvlag, die de baancommissaris echter niet wilde afstaan.
- Het tankstation van het Circuit van Drenthe kreeg de naam "Meindert Groen Straat". Meindert ("Meine") Groen werkte voor Esso en had al sinds de eerste TT van Assen in 1925 meegewerkt.
- Randy Mamola was in Assen voor de 250cc-race, maar nu Mike Baldwin in Amerika geblesseerd was geraakt gaf teameigenaar Serge Zago de Suzuki RG 500 aan Mamola. Hij werd er dertiende mee.

### Toegangskaarten
Op veel circuits was zo veel publiek in het rennerskwartier toegelaten dat monteurs hun werk nauwelijks konden doen, maar in Assen was de toegang strikt gereged. Zó strikt, dat Jack Middelburg, die vanuit Rijeka rechtstreeks naar Assen was gereden en 's nachts aankwam, veel moeite moest doen om überhaupt in het rennerskwartier te worden toegelaten. Iets dergelijks overkwam op de racedag de omroepers Jan de Rooy en Rins de Groot, die al drie dagen verslag hadden gedaan van de trainingen. Een suppoost hield hen tegen omdat ze geen perskaart hadden. Johan Wagenaar van de TT-commissie loste het op door enkele scouts hun kaart af te nemen. De Rooy en de Groot kwamen binnen met een kaart met het opschrift "pers-padvinder".
1925 · 1926 · 1927 · 1928 · 1929 · 1930 · 1931 · 1932 · 1933 · 1934 · 1935 · 1936 · 1937 · 1938 · 1939 · 1940–1945 · 1946 · 1947 · 1948 · 1949 · 1950 · 1951 · 1952 · 1953 · 1954 · 1955 · 1956 · 1957 · 1958 · 1959 · 1960 · 1961 · 1962 · 1963 · 1964 · 1965 · 1966 · 1967 · 1968 · 1969 · 1970 · 1971 · 1972 · 1973 · 1974 · 1975 · 1976 · 1977 · 1978 · 1979 · 1980 · 1981 · 1982 · 1983 · 1984 · 1985 · 1986 · 1987 · 1988 · 1989 · 1990 · 1991 · 1992 · 1993 · 1994 · 1995 · 1996 · 1997 · 1998 · 1999 · 2000 · 2001 · 2002 · 2003 · 2004 · 2005 · 2006 · 2007 · 2008 · 2009 · 2010 · 2011 · 2012 · 2013 · 2014 · 2015 · 2016 · 2017 · 2018 · 2019 · 2021 · 2022 · 2023 · 2024 · 2025